# Liste der Baudenkmäler in Hergatz
Auf dieser Seite sind die Baudenkmäler in der schwäbischen Gemeinde Hergatz zusammengestellt. Diese Tabelle ist eine Teilliste der Liste der Baudenkmäler in Bayern. Grundlage ist die Bayerische Denkmalliste, die auf Basis des Bayerischen Denkmalschutzgesetzes vom 1. Oktober 1973 erstmals erstellt wurde und seither durch das Bayerische Landesamt für Denkmalpflege geführt wird. Die folgenden Angaben ersetzen nicht die rechtsverbindliche Auskunft der Denkmalschutzbehörde.
 Die Liste gibt den Fortschreibungsstand vom 11. Mai 2023 wieder und umfasst 20 Baudenkmäler.

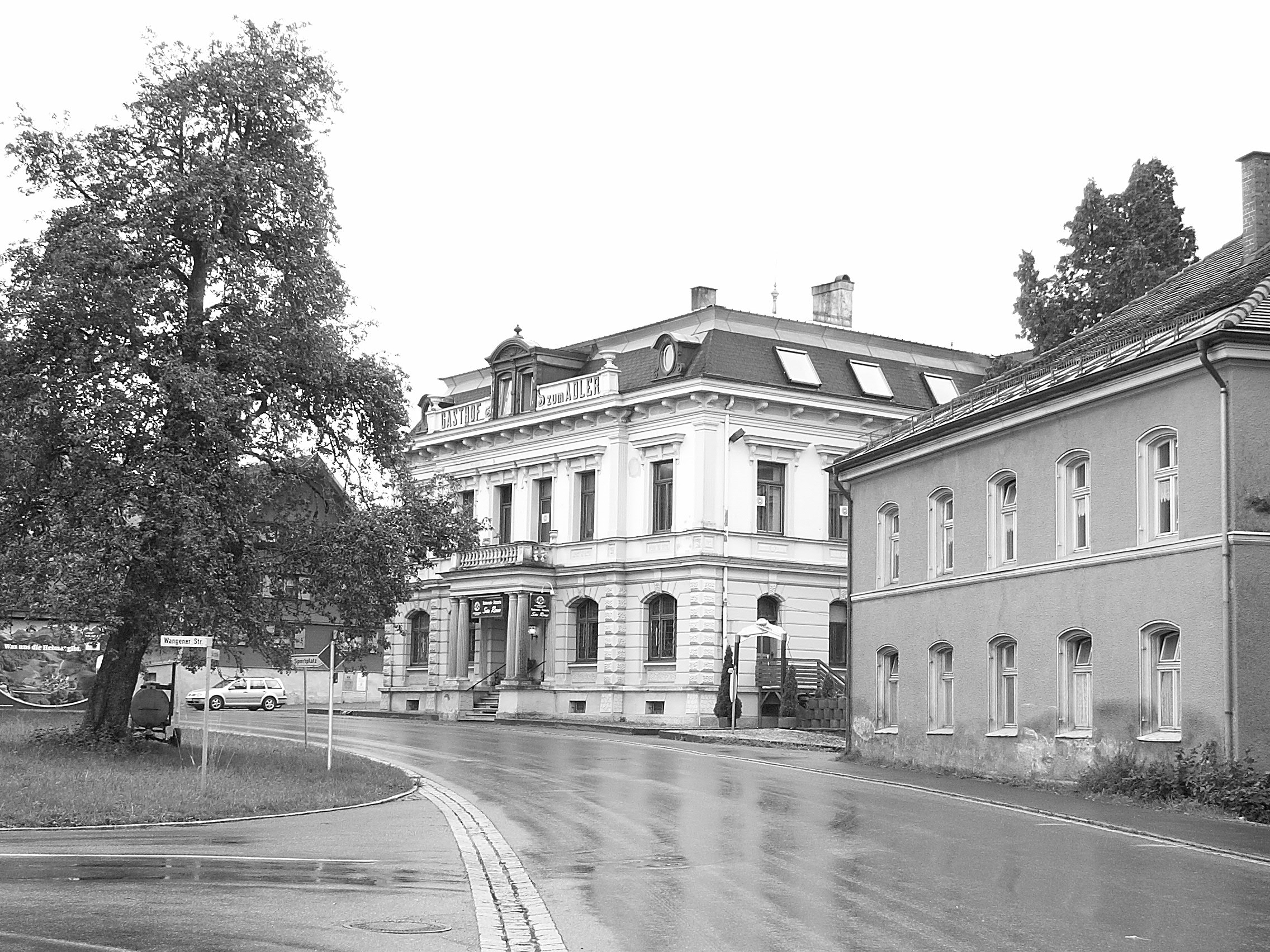
Salzstraße mit ehemaligem Gasthof Adler und Pfarrhaus in Wohmbrechts

## Baudenkmäler nach Ortsteilen

### Hergatz
| Lage                         | Objekt                  | Beschreibung | Akten-Nr.              | Bild                    |
| ---------------------------- | ----------------------- | --- | ---------------------- | ----------------------- |
| Lindauer Straße 5 (Standort) | Bauernhaus, Einfirsthof | Mitterstallbau, zweigeschossiger Massivbau mit Satteldach, Kniestock, Eckquaderung, Gurtgesims und verschindeltem bzw. verbrettertem Obergeschoss, 1898; Einfriedung des Obstgartens | D-7-76-131-21 Wikidata | Bauernhaus, Einfirsthof |

### Edelitz
| Lage               | Objekt                      | Beschreibung                                         | Akten-Nr.             | Bild                        |
| ------------------ | --------------------------- | ---------------------------------------------------- | --------------------- | --------------------------- |
| Im Moos (Standort) | Wegkapelle mit Säulenvorbau | Wohl zweite Hälfte 19. Jahrhundert; mit Ausstattung. | D-7-76-131-1 Wikidata | Wegkapelle mit Säulenvorbau |

### Itzlings
| Lage                   | Objekt                    | Beschreibung                                                                      | Akten-Nr.             | Bild                      |
| ---------------------- | ------------------------- | --------------------------------------------------------------------------------- | --------------------- | ------------------------- |
| Itzlings 14 (Standort) | Katholische Marienkapelle | Rechteckbau mit eingezogenem, halbrund geschlossenem Chor, 1678; mit Ausstattung. | D-7-76-131-2 Wikidata | Katholische Marienkapelle |

### Lengatz
| Lage                  | Objekt                | Beschreibung | Akten-Nr.             | Bild                  |
| --------------------- | --------------------- | --- | --------------------- | --------------------- |
| In Lengatz (Standort) | Ehemaliges Bauernhaus | Zweigeschossiger zum Teil verschindelter Blockbau, um 1725, im Obergeschoss Kornkasten eingebaut, bezeichnet mit „1698“, Satteldach 1872 aufgesteilt. | D-7-76-131-3 Wikidata | Ehemaliges Bauernhaus |

### Maria-Thann
| Lage                      | Objekt                                                         | Beschreibung                                                                  | Akten-Nr.             | Bild                                                        |
| ------------------------- | -------------------------------------------------------------- | ----------------------------------------------------------------------------- | --------------------- | ----------------------------------------------------------- |
| Auf dem Giebel (Standort) | Wegkapelle in Ädikulaform                                      | 19. Jahrhundert.                                                              | D-7-76-131-8 Wikidata | Wegkapelle in Ädikulaform                                   |
| Giebelweg 1 (Standort)    | Kriegerdenkmal zur Erinnerung an die Gefallenen von 1870/71    | Galvanisierte Skulptur mit Bronzetafel.                                       | D-7-76-131-6 Wikidata | Kriegerdenkmal zur Erinnerung an die Gefallenen von 1870/71 |
| Giebelweg 2 (Standort)    | Pfarrhaus                                                      | Zweigeschossiger Walmdachbau, im Kern 18. Jahrhundert.                        | D-7-76-131-5 Wikidata | Pfarrhaus                                                   |
| Lindental (Standort)      | Wegkapelle St. Wendelin                                        | 17./18. Jahrhundert; mit Ausstattung.                                         | D-7-76-131-7 Wikidata | BW                                                          |
| Maria-Thann 1 (Standort)  | Katholische Pfarr- und Wallfahrtskirche zu Unserer Lieben Frau | Chor 1464, Langhaus 1683, Turm 1718; mit Ausstattung; in ummauertem Friedhof. | D-7-76-131-4 Wikidata | weitere Bilder                                              |

### Möllen
| Lage                | Objekt            | Beschreibung                                                                                      | Akten-Nr.             | Bild              |
| ------------------- | ----------------- | ------------------------------------------------------------------------------------------------- | --------------------- | ----------------- |
| Möllen 8 (Standort) | Ehemalige Taverne | Zweigeschossig mit steilem Satteldach und verputztem Fachwerkobergeschoss, bezeichnet mit „1590“. | D-7-76-131-9 Wikidata | Ehemalige Taverne |

### Muthen
| Lage                                | Objekt                            | Beschreibung | Akten-Nr.              | Bild           |
| ----------------------------------- | --------------------------------- | --- | ---------------------- | -------------- |
| Bahnlinie Buchloe–Lindau (Standort) | Eisenbahnbrücke über die Leiblach | Dreijochige Eisengitterkonstruktion auf gemauerten Pfeilern und Widerlagern, 1853/54 für die Ludwig-Süd-Nord-Bahn errichtet, um 1870/80 erneuert (teilweise im Gebiet der Gemeinde Opfenbach) | D-7-76-131-10 Wikidata | weitere Bilder |

### Reutenmühle
| Lage                            | Objekt                 | Beschreibung | Akten-Nr.              | Bild           |
| ------------------------------- | ---------------------- | --- | ---------------------- | -------------- |
| An der Reutemühle 27 (Standort) | Ehemalige Schlossmühle | Zweigeschossiger Bau mit Mansardwalmdach, im 13. Jahrhundert erwähnt, heutige Gestalt Ende 18./Anfang 19. Jahrhundert. | D-7-76-131-12 Wikidata | weitere Bilder |

### Schwarzenberg
| Lage                       | Objekt     | Beschreibung | Akten-Nr.              | Bild       |
| -------------------------- | ---------- | --- | ---------------------- | ---------- |
| Schwarzenberg 5 (Standort) | Bauernhaus | Zweigeschossiger verschindelter Satteldachbau, 18./19. Jahrhundert; Kreuzigungsgruppe an der Traufseite, 15. Jahrhundert. | D-7-76-131-11 Wikidata | Bauernhaus |

### Wohmbrechts
| Lage                        | Objekt                                                                  | Beschreibung | Akten-Nr.              | Bild                                                                    |
| --------------------------- | ----------------------------------------------------------------------- | --- | ---------------------- | ----------------------------------------------------------------------- |
| Am Kirchberg 2 (Standort)   | sogenanntes Bodenmüllerhaus                                             | Wohnteil eines Bauernhauses, wohl Teil eines ehem. Widumhofes, zweigeschossiger, schindelverschalter Blockbau mit Satteldach, 1665 (dendrochronologisch datiert) | D-7-76-131-20          | BW                                                                      |
| Salzstraße 6 (Standort)     | Ehemaliges Gasthaus Adler                                               | Zweigeschossiger palaisartiger Mansarddachbau in Formen des Historismus, von Xaver Foigele, 1903/04.                                                             | D-7-76-131-13 Wikidata | Ehemaliges Gasthaus Adler                                               |
| Salzstraße 6 a (Standort)   | Ehemaliges Bauernhaus                                                   | Zweigeschossiger verschindelter Bau mit mittelsteilem Satteldach, im Kern 18. Jahrhundert.                                                                       | D-7-76-131-14 Wikidata | Ehemaliges Bauernhaus                                                   |
| Salzstraße 7 1/2 (Standort) | Ehemaliger Salzstadel                                                   | Erdgeschossig mit Kniestock und Satteldach, Obergeschoss der Rückseite Fachwerk, um 1784 errichtet.                                                              | D-7-76-131-15 Wikidata | Ehemaliger Salzstadel                                                   |
| Schloßweg 1 (Standort)      | Ehemaliges Pfarrhaus                                                    | Walmdachbau mit stichbogigen Öffnungen, 1842. | D-7-76-131-18 Wikidata | Ehemaliges Pfarrhaus                                                    |
| Schloßweg 3, 5 (Standort)   | Katholische Pfarrkirche St. Georg                                       | Turm im Unterbau wohl 13./14. Jahrhundert, Langhaus und Chor 1952; mit Ausstattung; Friedhof mit Ummauerung.                                                     | D-7-76-131-16 Wikidata | weitere Bilder                                                          |
| Schloßweg 3, 5 (Standort)   | Kriegerdenkmal zur Erinnerung an die Gefallenen von 1870/71 und 1914/18 | Steinfigur St. Georg zu Pferd, um 1925 errichtet. | D-7-76-131-17 Wikidata | Kriegerdenkmal zur Erinnerung an die Gefallenen von 1870/71 und 1914/18 |